# Stephen O. Rice
Stephen O. Rice (Shedds, 29 novembre 1907 – La Jolla, 18 novembre 1986) è stato un ingegnere e statistico statunitense.
È stato uno dei pionieri della teoria della comunicazione.
Nel 1983 gli venne attribuito la IEEE Alexander Graham Bell Medal. Porta il suo nome il Stephen O. Rice Award istituito nel 1975.

## Opere
- "Mathematical analysis of random noise", Bell Syst. Tech. J.,vol. 23, pagg. 282–332, Luglio 1944
- "Mathematical analysis of random noise", Bell Syst. Tech. J.,vol. 24, pagg. 46–156, Gennaio 1945